# Calamopleurus
Calamopleurus es un género extinto de peces actinopterigios prehistóricos. Fue descrito por Agassiz en 1843.
Vivió en Argelia y Brasil.

## Fósiles

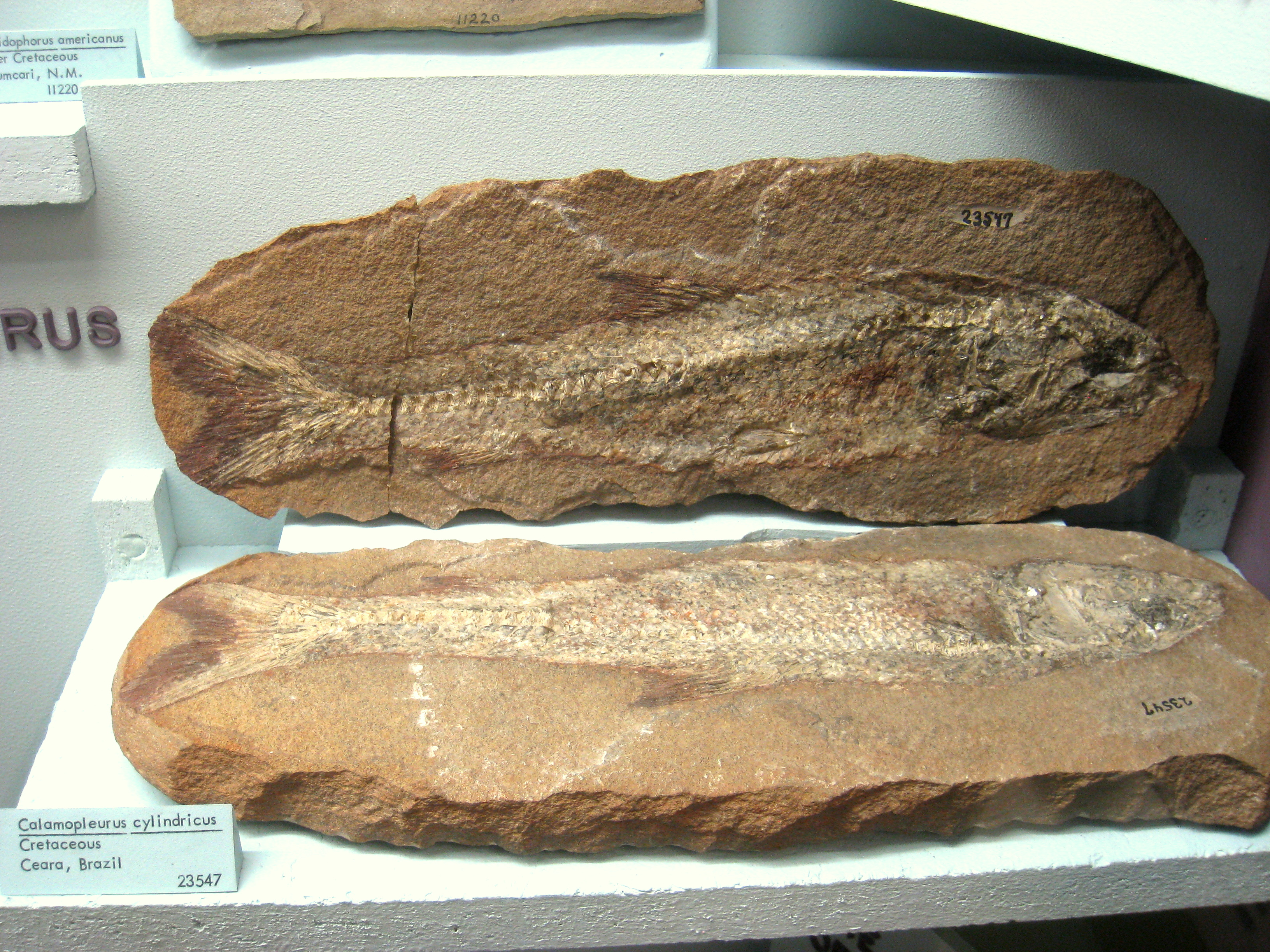
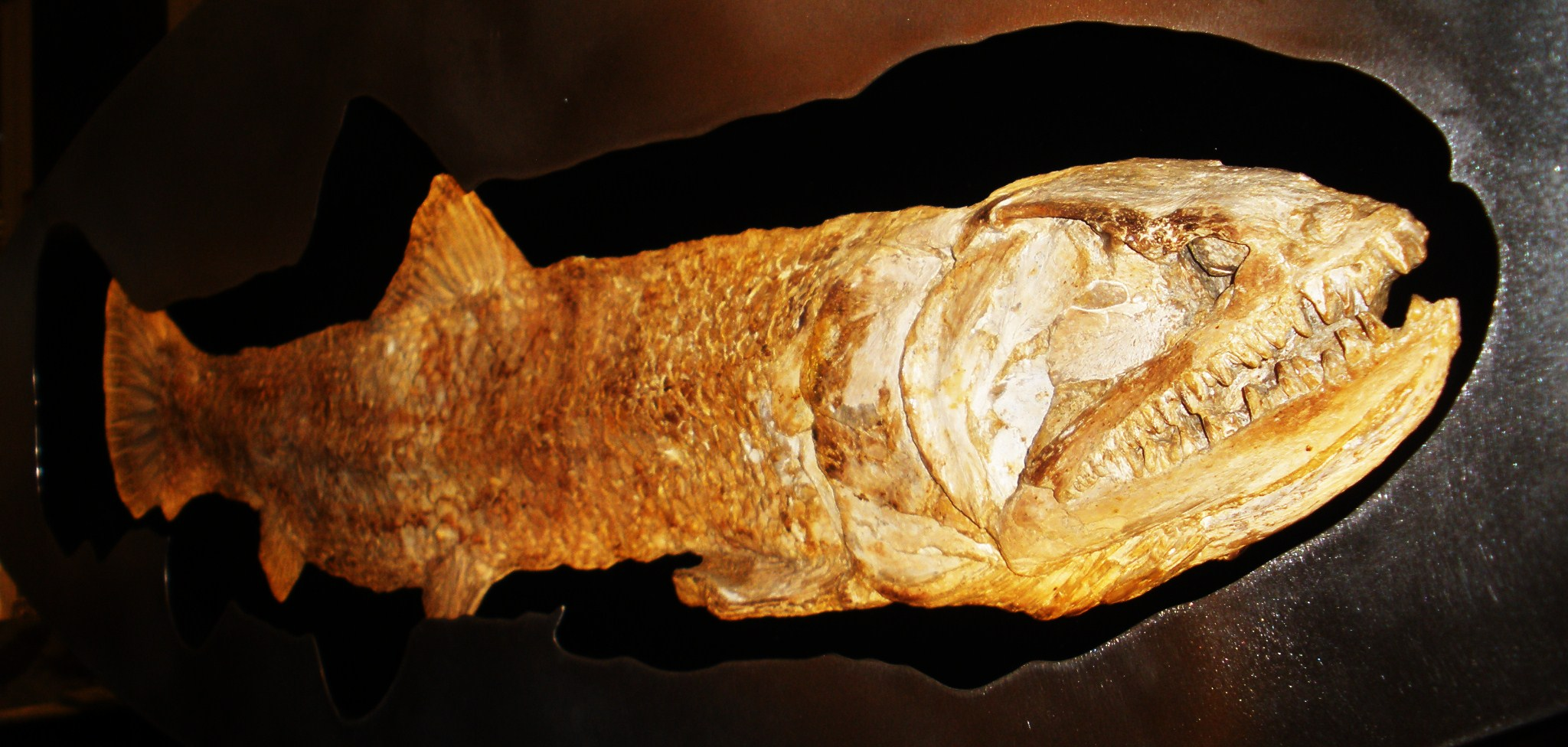
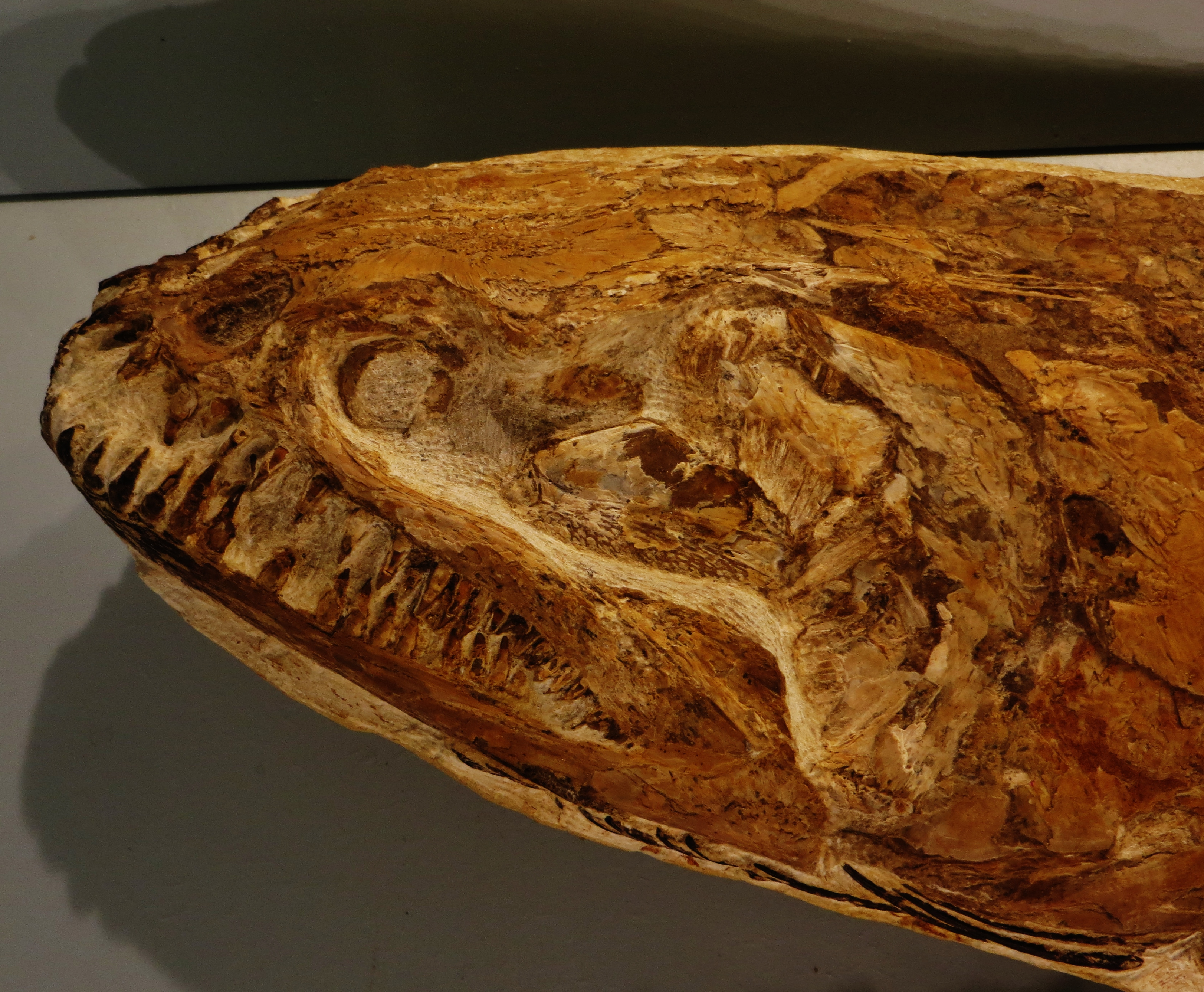
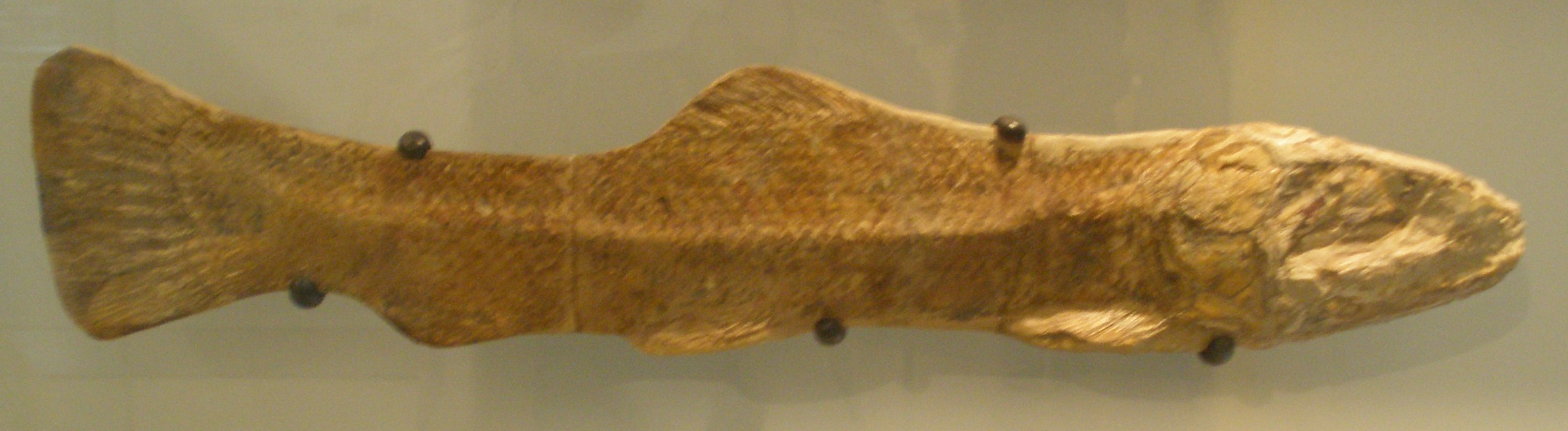